# Voedingssupplement

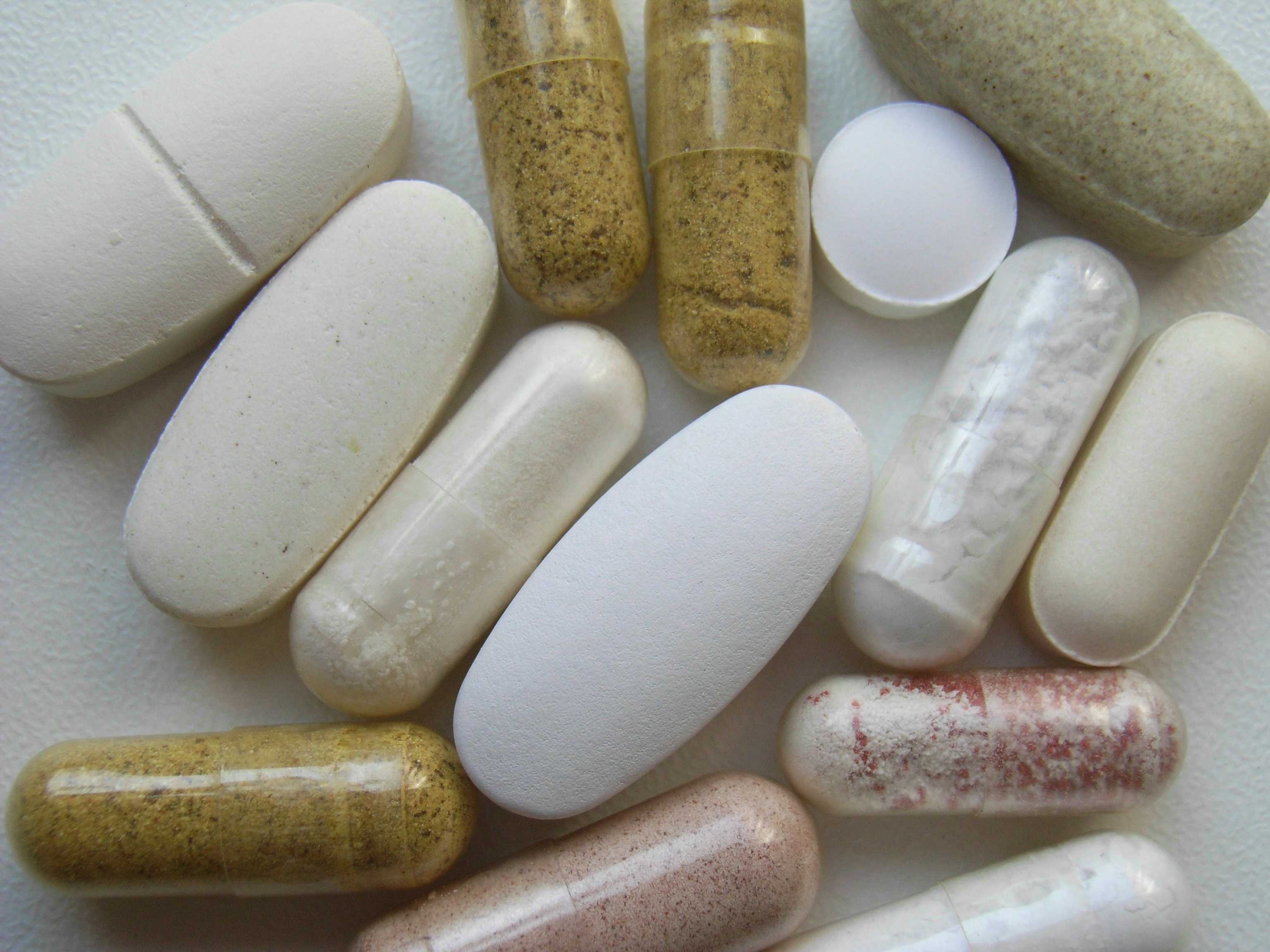
Voedingssupplementen

Een voedingssupplement is een voedingsmiddel dat bedoeld is als aanvulling op de normale voeding. Het is, volgens de wet, een geconcentreerde bron van één of meerdere vitamines, mineralen of andere nutriënten met een voedingskundig of fysiologisch effect. Meestal worden voedingssupplementen met het doel van gezondheidsbevordering gebruikt, deze werking is echter niet altijd wetenschappelijk bewezen. Mede daarom staat op alle voedingssupplementen in Nederland en België een etiketvermelding waarin er op wordt gewezen dat voedingssupplementen niet als vervanging voor een gevarieerde voeding mogen worden gebruikt

## Juridische status
Voedingssupplementen bevinden zich in het overgangsgebied tussen voedingsmiddelen en geneesmiddelen. Ten eerste omdat de toedieningsvorm ervan vaak identiek is aan die van geneesmiddelen, namelijk capsules, tabletten, poeders, sachets en dergelijke. Ten tweede worden voedingssupplementen vaak ook voor therapeutische doeleinden (preventie en behandeling van ziekte) ingezet. Bovendien claimen fabrikanten en verkopers ervan fysiologische effecten die op het randje zitten van wat nog voor Warenwetproducten is toegestaan. Wanneer een farmacologisch effect wordt geclaimd voor een voedingssupplement is die grens overschreden en vanwege het aandieningscriterium valt een dergelijk product dan automatisch onder de Geneesmiddelenwet.
Wanneer een product onder de Warenwet valt, is het de verkoper ervan niet toegestaan om het product rechtstreeks in verband te brengen met genezing van, of vermindering van het risico op ziekten. Toch proberen fabrikanten door creatieve taalconstructies toch vaak een dergelijke suggestie te wekken aangezien voedingssupplementen vaak wel voor therapeutische doeleinden worden gebruikt, waardoor een wildgroei aan vage gezondheidsclaims is ontstaan zoals "verhoogt de vitaliteit" en "goed voor de gewrichten". Inmiddels wordt op Europees niveau gewerkt aan regelgeving om alleen nog gezondheidsclaims toe te staan die met overtuigend wetenschappelijk bewijs zijn onderbouwd.
De wetgeving op het gebied van voedingssupplementen kan aanzienlijk verschillen tussen landen.

### Europese Unie
Ook binnen de EU, waar de wetgeving op het gebied van vitamines- en mineralenpreparaten inmiddels gedeeltelijk is geharmoniseerd, verschilt de wetgeving tussen lidstaten nog aanzienlijk op het gebied van andere inhoudsstoffen van voedingssupplementen. Kruidenpreparaten bijvoorbeeld, vallen (op enkele uitzonderingen na) in Nederland onder de Warenwet, in Duitsland vallen deze middelen meestal onder de geneesmiddelenwetgeving, waardoor daar ook medische claims toegestaan zijn die in andere landen niet mogen. Dat heeft tot gevolg dat één en hetzelfde product in het ene land onder de Warenwetgeving valt, maar in een andere EU-lidstaat door de overheid als geneesmiddel (met bijbehorende regelgeving: m.a.w. als ongeregistreerd geneesmiddel) wordt beschouwd. Het spreekt vanzelf dat dit regelmatig botsingen geeft met het principe van gemeenschappelijke markt en bijbehorende vrijheid van goederenverkeer binnen de EU.
In de EU-Voedingssupplementenrichtlijn uit 2002 (2002/46/EG), in Nederland geïmplementeerd in het "Warenwetbesluit voedingssupplementen", is vastgelegd dat voedingssupplementen veilig moeten zijn, zowel kwalitatief (ingrediënten) als kwantitatief (dosering).. De richtlijn bevat een lijst met vitamines- en mineraalverbindingen waarvan de veiligheid ondubbelzinnig is vastgesteld en die daarom in voedingssupplementen toegelaten zijn. In het kader van deze richtlijn wordt nog gewerkt aan een voorstel voor maximale doseringen voor deze stoffen.
Nadat de Europese Commissie een verordening had uitgevaardigd over voedings- en gezondheidsclaims (verordening 1924/2006), is in Europees verband een lijst met claims opgesteld waarvan de Europese Autoriteit voor Voedselveiligheid (EFSA) van mening is dat deze voldoende wetenschappelijk zijn onderbouwd. De verordening biedt voor het eerst ook de mogelijkheid (mits onderbouwd) voor gezondheidsclaims die betrekking hebben op het beperken van het risico op een ziekte, een type claim dat voorheen niet was toegestaan. In Nederland beoordeelt de Keuringsraad Aanprijzing Gezondheidsproducten (KAG) gezondheidsclaims op voedingssupplementen en andere gezondheidsproducten.

### Verenigde Staten
In de Verenigde Staten reguleert de Food and Drug Administration (FDA) voedingssupplementen als voedsel, niet als geneesmiddelen. De FDA controleert of het productieproces van voedingssupplementen voldoet aan Good manufacturing practice (waarin onder meer waarborgen voor de kwaliteit van grondstoffen zijn vastgelegd), en of de etiketten voldoen aan de daarvoor geldende normen. De samenstellingen en claims van producten worden niet gecontroleerd. De FDA grijpt alleen bij incidenten in. Producenten zijn verplicht serieuze bijwerkingen te melden bij de FDA. De voedingssupplementenwetgeving in de VS wordt beschouwd als erg liberaal. Zelfs hormonen als DHEA, pregnenolon en melatonine zijn in de VS vrij verkrijgbaar als voedingssupplement.

### Wereld
Voedingssupplementen met vitamines en mineralen zijn als voedselcategorie opgenomen in de Codex Alimentarius. Dit is een verzameling van internationale standaarden en richtlijnen met betrekking tot voedsel en voedselveiligheid, opgesteld op initiatief van de Verenigde Naties.

## Inhoudsstoffen
Naast vitamines- en mineraalverbindingen kunnen in voedingssupplementen een groot aantal andere inhoudsstoffen worden verwerkt, bijvoorbeeld aminozuren, paddenstoelen (o.a. shiitake, maitake), antioxidanten, probiotica, prebiotica, essentiële vetzuren (zoals visolie en lijnzaadolie), glucosamine, coenzym-Q10, creatine, fytotherapeutica en geïsoleerde secundaire plantenstoffen (bv flavonoïden). Maar ook eiwitpoeders, zoals weiproteïne-concentraat vallen onder de categorie voedingssupplementen.

## Kwaliteit
Bij de kwaliteit van voedingssupplementen speelt een aantal aspecten een rol.

### Betrouwbaarheid grondstoffen
Op basis van wat er op verpakking of bijsluiter van het voedingssupplement staat, valt niet uit te maken of men te maken heeft met een goed product. Omdat ze onder de Warenwet vallen, hoeven deze producten namelijk niet te voldoen aan de strenge eisen zoals deze gelden voor geneesmiddelen. Het toezicht op de samenstelling en productie van voedingssupplementen vindt in Nederland plaats door de Nederlandse Voedsel- en Warenautoriteit en door HACCP-certificeringsinstanties. Op vrijwillige basis voldoen sommige producenten ook aan de eisen voor Good manufacturing practice.
Niettemin kan men er niet zeker van zijn dat wat men zegt dat erin zit, ook echt er in zit. In de USA wordt daarom gewerkt aan een database van door onafhankelijke laboratoria geteste voedingssupplementen. Tot die tijd tast men dus enigszins in het duister wat betreft de kwaliteit. Het spreekt voor zich dat men het etiket inspecteert op stoffen waarvoor men allergisch is, of die anderszins schadelijk zouden kunnen zijn.

### Oorsprong nutriënten
De bestanddelen van voedingssupplementen kunnen uit natuurlijke bronnen geïsoleerd zijn of gemaakt zijn met biochemische processen, zoals fermentatie of enzymreactie. Zo wordt vitamine C doorgaans uit glucose gesynthetiseerd. De glucose wordt door bacteriën gefermenteerd waarna een chemische oxidatiestap volgt. De herkomst heeft in principe geen invloed op de werkzaamheid. Wel kunnen synthetische voedingsstoffen die niet natuuridentiek zijn, een verminderde werkzaamheid hebben, zoals het geval is bij vitamine E en bètacaroteen. Andersom kunnen synthetische voedingsstoffen soms ook effectiever zijn. Bijvoorbeeld doordat ze aangeboden wordt in hun vrije vorm, los van proteïnen.  

### Dosering
De dosering in vitamines en supplementen kan erg uiteenlopen. Het is belangrijk om kwalitatief goede voedingssupplementen te kopen met de juiste dosering. Veel voedingssupplementen bevatten grote hoeveelheden vulstoffen waardoor de functie van de werkende stof verloren gaat. 

## Vitamines bij medicijnen
Sommige medicijnen verstoren de opname van essentiële voedingsstoffen. Hieronder volgen enkele voorbeelden. Ten eerste verminderen bepaalde cholesterolverlagende medicijnen niet alleen de opname van cholesterol uit de voeding, maar ook de opname van vitamine A, D, K, foliumzuur en ijzer. Ten tweede zorgen laxeermiddelen ervoor dat het gegeten voedsel het lichaam sneller verlaat. Hierdoor wordt niet alleen minder vet opgenomen, maar ook minder van de in vet oplosbare vitamines A, D, E en K. Ten slotte kunnen hormoonhoudende medicijnen, zoals de anticonceptiepil, de splitsing van de foliumzuurverbinding uit de voeding afremmen. Hierdoor kan het lichaam slechts in mindere mate beschikken over foliumzuur.
Er zijn ook medicijnen die de omzetting, opslag of uitscheiding van vitamines beïnvloeden. Antibiotica schakelen bijvoorbeeld niet alleen ziekteverwekkende bacteriën uit, maar ook nuttige darmbacteriën die vitamine K aanmaken.

## Veiligheid
De Consumentenbond waarschuwt op haar site voor het te veel innemen van vitamines en mineralen. Het Vitamine Informatie Bureau, onderdeel van TNO Voeding, heeft een richtlijn opgesteld die veilig gebruik moet garanderen.
Sommige voedingssupplementen bevatten een relatief grote hoeveelheid van een of meerdere fyto-oestrogenen, door bijvoorbeeld de aanwezigheid van soja of hop, waarvan gunstige (doch niet wetenschappelijk bewezen) gezondheidseffecten geclaimd worden maar waarvan de veiligheid ook ter discussie staat. Voedingssupplementen horen volgens de Warenwet veilig te zijn. Controle hierop vindt in Nederland plaats door de Nederlandse Voedsel- en Warenautoriteit, deze controleert echter niet op de aanwezigheid van fyto-oestrogenen.

## Onderzochte effecten
Een Cochrane Systematic Review van 2019 onderzocht of voedingssupplementen met vitamines en mineralen dementie kunnen voorkomen en/of de cognitieve functies bij personen met milde cognitieve stoornissen verbeteren. Vijf studies met 879 deelnemers onderzochten verschillende dosissen vitamine B-supplementen, waarvan vier studies een combinatie van vitamine B6, B12 en foliumzuur en één studie foliumzuur alleen. Het toedienen van B-vitamines gedurende zes tot 24 maanden had geen of weinig effect heeft op het geheugen, de verwerkingssnelheid van gegevens en de levenskwaliteit (matige zekerheid). Er waren geen gegevens over overlijden.  
Ook voor vitamine E werd geen effect gevonden op het risico om dementie te ontwikkelen bij mensen met een milde cognitieve stoornis. 